# Dillo
Dillo es un pequeño navegador web multiplataforma, publicado como software libre bajo licencia GPLv3. Su primera versión data de diciembre de 1999; está desarrollado usando el lenguaje de programación C y las rutinas de FLTK-2. El motor de renderizado de Dillo está basado en la versión 0.2.2 de Gzilla.
Dillo se caracteriza por su velocidad y pequeño tamaño (ocupa aproximadamente 350 KB), lo que lo vuelve especialmente útil en computadores con bajos recursos. Sumado a esto, Dillo se puede considerar un navegador seguro —el soporte para cookies está desactivado por defecto.
A la versión 2.1.1 de 3 de julio de 2009, Dillo aún carece de soporte completo para CSS, Java, JavaScript y GIFs animados. El soporte para frames es muy limitado: Dillo muestra un hiperenlace a cada frame, y seguido muestra el contenido del elemento NOFRAMES (sección apuntada para las aplicaciones que no pueden mostrar frames). Tiene soporte para navegación por pestañas y  codificación de caracteres diferente a Latin-1. En versiones recientes incluyó antialiasing y empezó a soportar CSS.
Tras un tiempo en que los esfuerzos no estuvieron puestos en agregar nuevas características al navegador sino en abandonar GTK+ en favor de FLTK, para permitir, entre otras cosas, soporte para UTF-8, antialiasing y facilitar su portabilidad, además del soporte para plugins en una manera similar a la de Mozilla Firefox y durante el cual el proyecto dejó de desarrollarse por falta de fondos, en 2006, ha vuelto a la normalidad en 2008, como muestra las nuevas versiones 2.